# Guiclan
Guiclan (bretonisch Gwiglann) ist eine französische Gemeinde mit 2564 Einwohnern (Stand 1. Januar 2022) in der Region Bretagne im Département Finistère. Sie gehört zum Gemeindeverband Communauté de communes du Pays de Landivisiau.

## Geografie
Morlaix liegt zehn Kilometer östlich, Brest 40 Kilometer westlich und Paris etwa 470 Kilometer östlich. Bei Morlaix und Saint-Thégonnec befinden sich die nächsten Abfahrten an der Schnellstraße E 50 (Rennes-Brest), und u. a. in Morlaix und Landivisiau gibt es Regionalbahnhöfe. 
Bei Rennes und Brest befinden sich Regionalflughäfen. An der östlichen Gemeindegrenze verläuft der Fluss Penzé.

## Bevölkerungsentwicklung
| Jahr                       | 1962 | 1968 | 1975 | 1982 | 1990 | 1999 | 2008 | 2017 | 2020 |
| Einwohner                  | 2202 | 2076 | 2011 | 1937 | 2045 | 2030 | 2143 | 2490 | 2529 |
| Quellen: Cassini und INSEE |      |      |      |      |      |      |      |      |      |

## Sehenswürdigkeiten
Siehe auch: Liste der Monuments historiques in Guiclan
Die Kirche Saint-Pierre ist seit 1932 ein Monument historique, also ein denkmalgeschütztes Gebäude. Auf dem Friedhof befindet sich ein Calvaire, die typisch bretonische Kreuzigungsgruppe.
Im Weiler Lézarazien im Südwesten der Gemeinde, an der Grenze zu Landivisiau und zu Lampaul-Guimiliau, befindet sich seit 1894 das Mutterhaus der Société des Prêtres de Saint-Jacques, eines vor allem in Haiti und in Brasilien tätigen Missionsordens. Das Hauptgebäude des Klosters war bis ins 19. Jahrhundert das Schloss der Familie de Kerouartz, einer der ältesten bretonischen Adelsfamilien. Es liegt in einem weitläufigen Park.

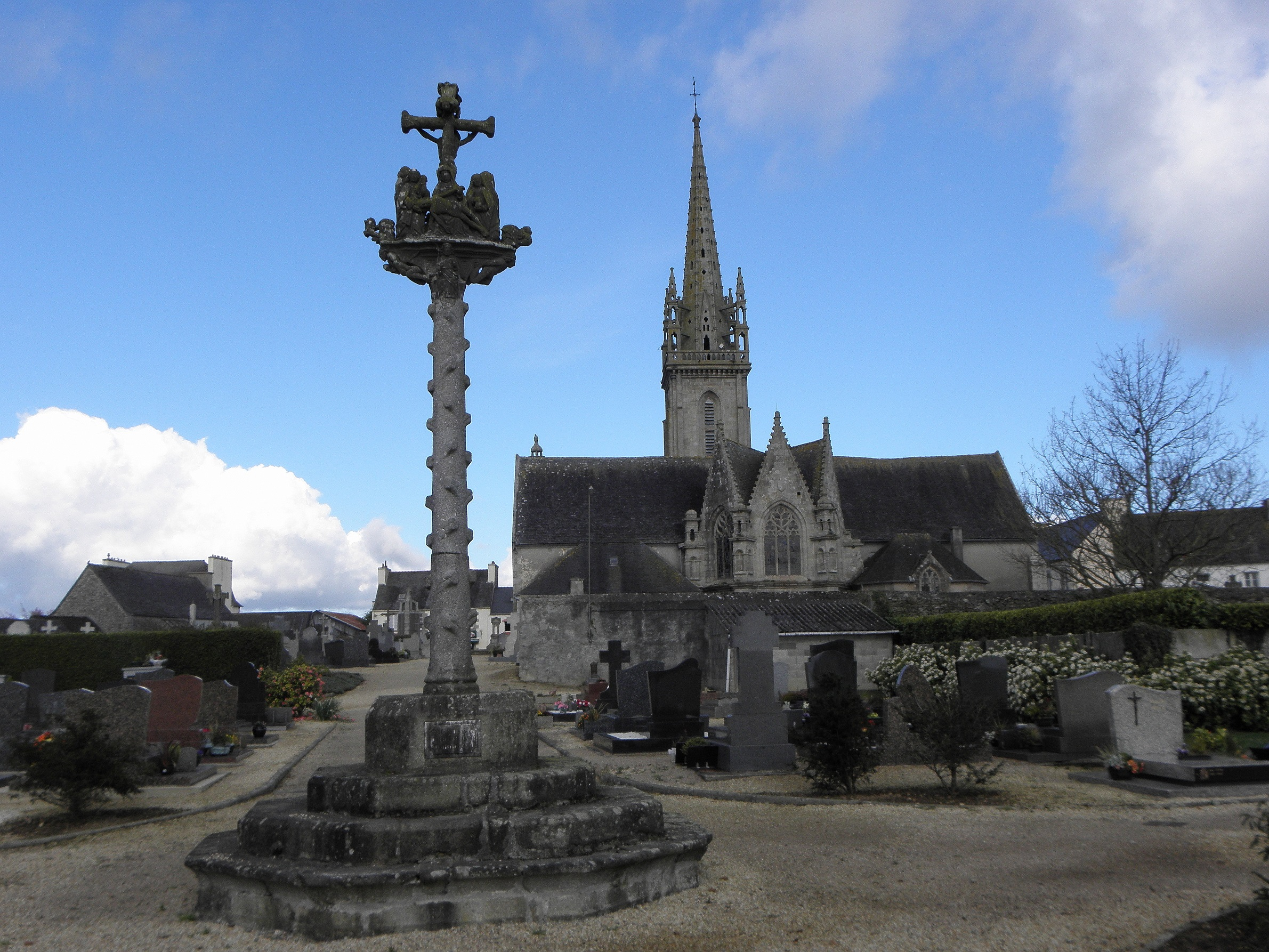
Kirche Saint-Pierre und Calvaire
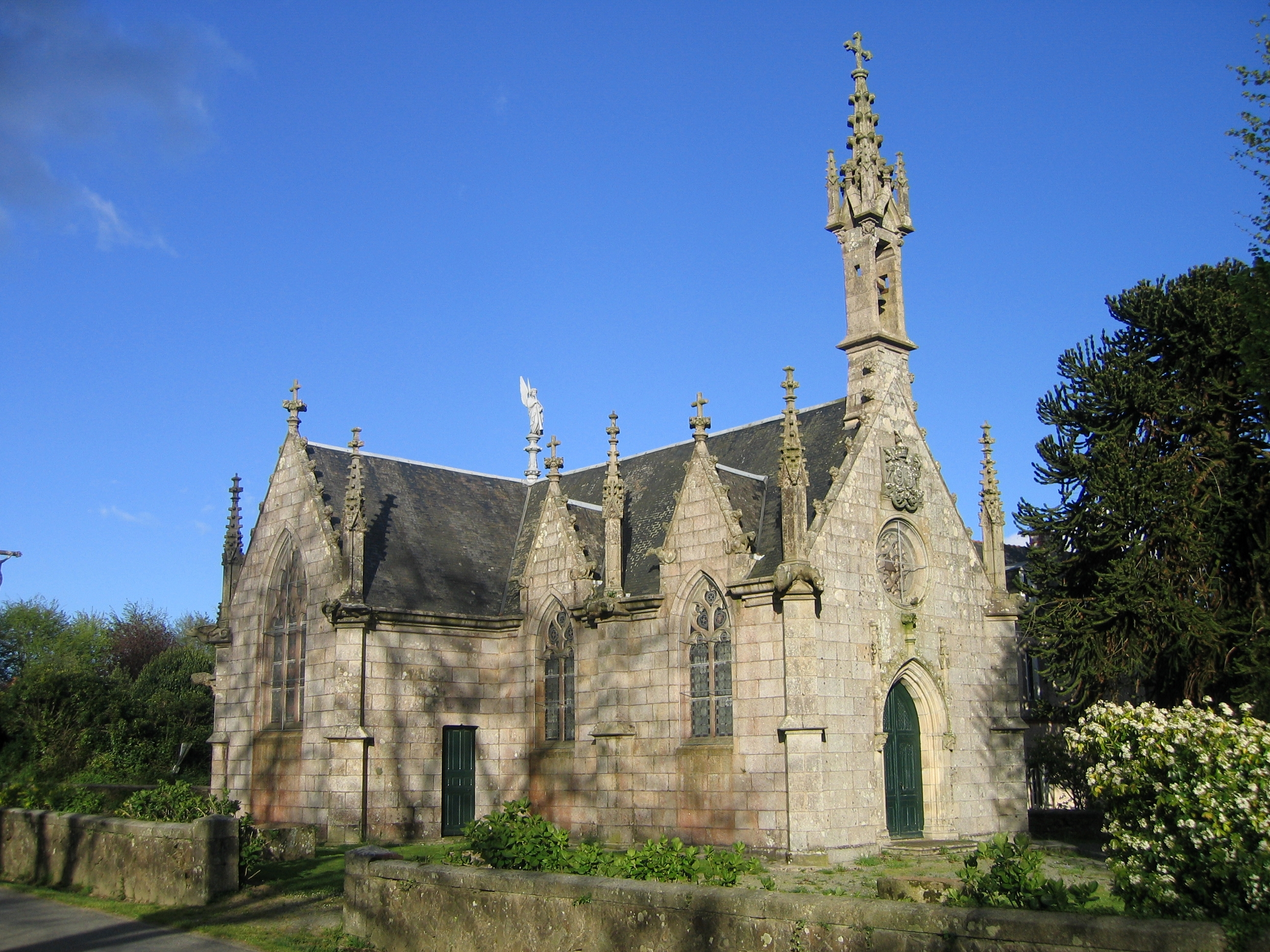
Kapelle Saint-Jacques
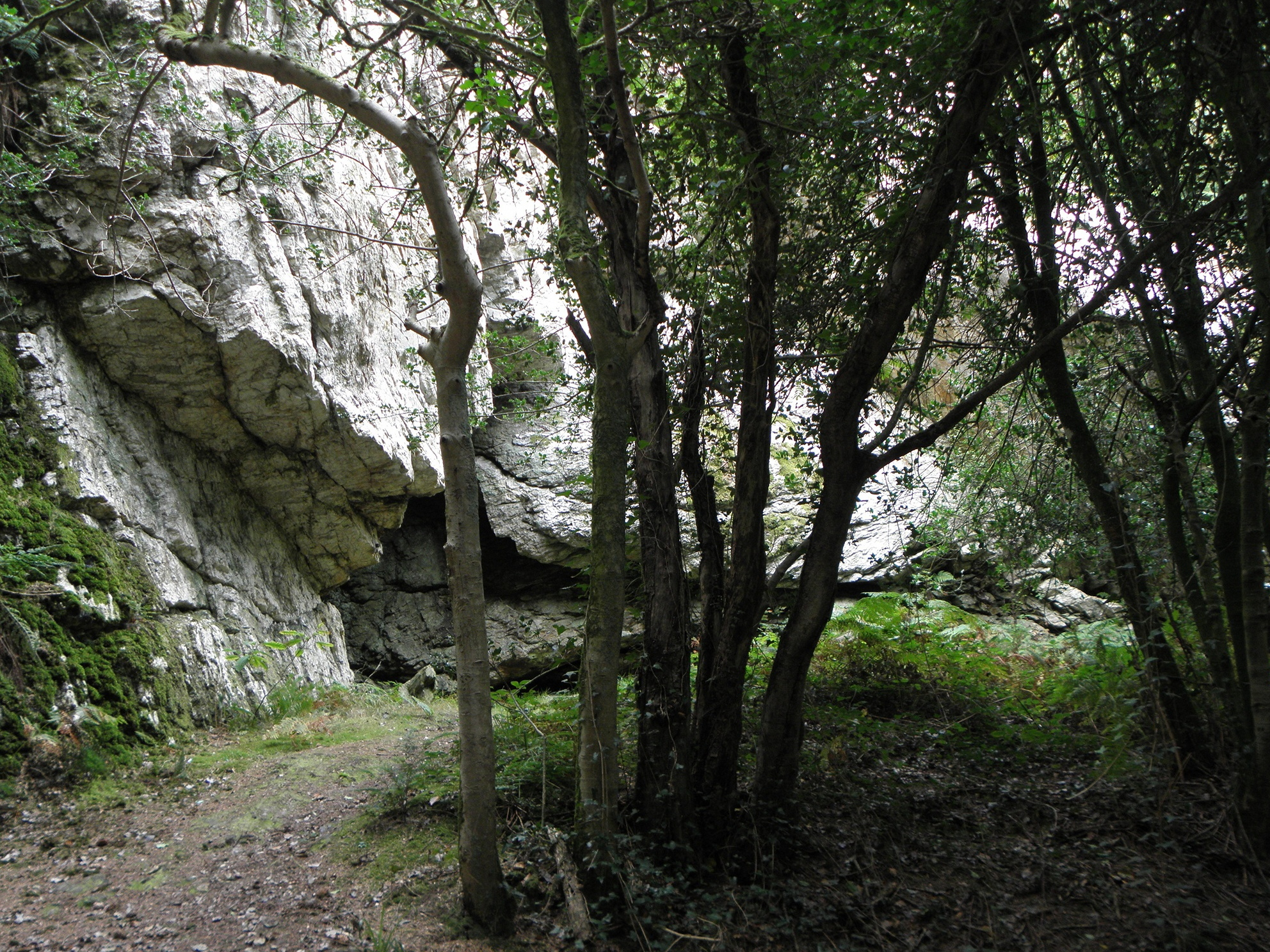
Höhle Roc'h-Toul

## Persönlichkeiten
- Jean Kerléo (1932–2025), Parfümeur